# Гелиболулу Мустафа Али
Гелиболулу Мустафа́ Али́ (тур. Gelibolulu Mustafa Âlî; 28 апреля 1541, Гелиболу, совр. Турция — 1600, Джидда, совр. Саудовская Аравия) — османский историк и поэт. Занимал различные посты на службе у шехзаде Селима, шехзаде Мурада. Отдельный труд Мустафа Али посвятил подробному описанию последней кампании Сулеймана в Сигетваре, обстоятельствам смерти Сулеймана и возведения на трон его сына Селима. Али является автором хроник ширванской кампании Лала Мустафы-паши и грузинской кампании Коджа Синана-паши, бывших этапами Османо-сефевидской кампании (1578—1590). Перу Мустафы Али принадлежит описание войны сыновей Сулеймана (Селима и Баязида). Али оставил подробный отчёт о быте османского Каира. Мустафа Али написал четыре дивана и использовал 24 метра в своих стихах.

## Биография

### Происхождение и ранние годы
Сведения о жизни и происхождении Мустафы Али известны из его собственных произведений. Мустафа родился 28 апреля 1541 года в Галлиполи (ранее приводилась дата 24/25 апреля) в семье образованного и успешного торговца Ахмеда бин Абдуллаха. Полное имя историка — Мустафа бин Ахмад бин Абдулмевля (тур. Muṣṭafā bin Aḥmed bin ʿAbdülmevlā). Отец Мустафы, имевший, возможно, боснийское происхождение, был из рабов, набранных по системе девширме. Мать Мустафы, Уммухани, была внучкой шейха Муслих ад-дина Мустафы (Муслихиддина), ученика и духовного последователя накшбандийского шейха Сайида Ахмада Бухари (умер в 1516/17 году). У Муслихиддина было двое детей. Помимо дочери, ставшей бабкой по матери Мустафы Али, у него был сын, Дервиш Челеби, личный имам Сулеймана I.
Галлиполи был культурным центром Османской империи, более тридцати поэтов родились и выросли в нём. В городе были медресе, собравшие в качестве мюдеррисов (преподавателей) выдающихся учёных, толкователей законов и поэтов. Ахмед бин Абдуллах имел образованных друзей и понимал ценность образования, которое в Османской империи служило пропуском в слой чиновников. Он мог позволить себе оплатить образование для своих троих сыновей: у родителей Мустафы было ещё два сына — Мехмед и Ибниямин. Мустафа начал посещать школу в возрасте шести лет. Как положено, он начал с изучения арабского языка, тафсира и фикха. Позже поэт жаловался, что его часто били в классе, но он не сдавался, упорствовал и проявлял склонность к учёбе. К 12 годам он хорошо знал арабский язык и основы теологии. С этого возраста начался второй этап обучения. Мустафа изучал продвинутую арабскую грамматику с Хабиб-и Хамиди, а логику и теологию — с Синаном Калифе. В это время арабский язык был языком науки, а персидский — языком двора и литературы. В своих произведениях Мустафа нигде не упоминает, каким образом освоил персидский, но он должен был изучить его в раннем возрасте, чтобы достичь такого владения языком, которое автор демонстрирует в произведениях. Возможно, Мустафа (и один из его братьев) изучал персидский с частным учителем. Языком личного общения в семье Мустафы был турецкий. Оба брата Мустафы тоже, как и он сам, получили образование и к 1553 году имели должности при диване.
В 15 лет Мустафа начал писать стихи под псевдонимом Чешми (тур. ÇEŞMÎ — «надеющийся»), однако уже вскоре он сменил его на Али (тур. ÂLÎ — «высокий, надменный, возвышенный»). Хабиб-и Хамиди стал первым поэтическим наставником Мустафы, но в 1558 году его сменил Сурури. Влияние Сурури заметно в произведениях этих лет. Параллельно Мустафа Али продолжил обучение в Стамбуле, посещая медресе Рустема-паши, Хасеки и Семание. Учителем его стал Мевляна Шамс ад-Дин Ахмед, сын высшего авторитета в толковании законов, шейх аль-ислама Эбусууда-эфенди. Мустафа изучал право, грамматику и художественную литературу и к 1560 году в 19 лет завершил sahn-ı sem’an — высшую ступень в османском образовании.

### В свите шехзаде Селима
Первую свою книгу «Михр-у-мах» («Солнце и луна») начинающий поэт представил в 1558 году в Кютахье шехзаде Селиму. К этому времени он имел должность мулазима. Селим предложил Мустафе Али поступить на службу в качестве секретаря его канцелярии (диван катиби) в Конье, и в 1560/61—1563 годах историк находился в свите шехзаде. Уже в это время имя Мустафы Али было перечислено среди выдающихся поэтов своего времени в библиографическом словаре Ахмеда-челеби.
Мирахур двора Селима, Турак Челеби, покровительствовал поэтам и даже поднял зарплату Мустафы Али за счёт своих денег. Однако тому было мало славы придворного провинциального поэта, он хотел служить не принцу, а султану. Известно, что он подавал прошение о службе Сулейману, на что султан ответил, что у поэта уже есть хозяин. В 1563 году лала Селима, Мустафа-паша, был заменён на Хуссейна-пашу, с которым у Мустафы Али сложились враждебные отношения.

### На службе у Лала Мустафы

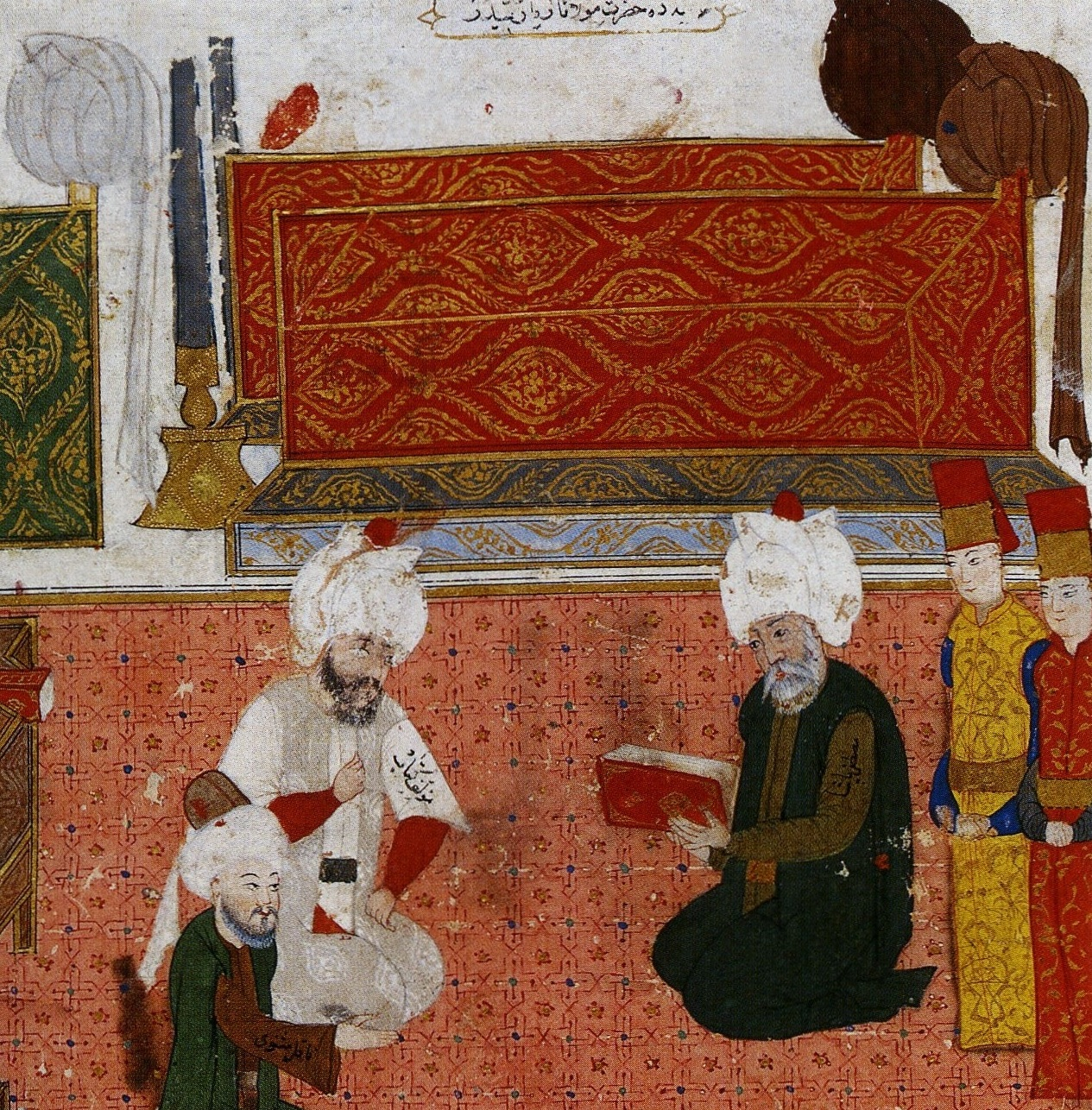
Мустафа Али (слева) и Лала Мустафа-паша (справа) у захоронения Джалаладдина Руми.
Нусрет-наме, TSM, H 1365, fol. 36a

Мустафа Али обратился к Мустафе-паше с прошением о месте, которое вельможа удовлетворил. Он принял поэта на должность личного секретаря, и последующие несколько лет (до 1568 года) Мустафа Али провёл, сопровождая Мустафу-пашу. Поэт был в Дамаске и Египте, стал свидетелем подготовки экспедиции Лала Мустафы-паши по покорению Кипра.
В этот период своей жизни Мустафа Али познакомился с Кыналызаде Хасаном Челеби, который в конце лета 1563 года был назначен кади Дамаска. Вспоминая об этих годах, Мустафа Али с восхищением отзывался о широте познаний Хасана Челеби. Между учёными возникли дружеские отношения, и они встречались каждую неделю, чтобы критиковать труды друг друга в процессе создания. По словам Мустафы Али, Кыналызаде сказал: «…настоящая дружба означает смотреть на труды друга глазом врага». До самой смерти Кыналызаде в 1604 году они поддерживали дружеские отношения и переписку. Во время службы в Дамаске поэт создал сборник касыд и газелей. Одна из сохранившихся копий относится к 1567 году и переписана братом Мустафы, Мехмедом. Вероятно, Мустафа похлопотал о том, чтобы его младший брат служил рядом с ним.
Находясь на службе у Лала Мустафы-паши, Мустафа Али получал важную информацию, которую использовал для описания войны между сыновьями Сулеймана, Селимом и Баязидом. Книга об этих событиях была закончена и преподнесена Лала Мустафе-паше в 1568/69 году.
В декабре 1567 года великий визирь Соколлу Мехмед-паша назначил покровителя Мустафы Али, Лала Мустафу-пашу, сардаром экспедиции по покорению Йемена, который объявил о независимости от Османской империи. Для подготовки кампании вновь назначенный сардар вместе со своей свитой отправился в Каир. Бейлербеем Египта был Коджа Синан-паша. Между двумя вельможами возник конфликт, сопровождавшийся жалобами и доносами в Стамбул. В 1569 году Лала Мустафа-паша был отозван обратно в Стамбул и отдан под суд, а сардаром в экспедиции стал Синан-паша.
Этот конфликт отразился и на судьбе Мустафы Али. В дальнейшем Мустафу Али часто снимали с постов или заставляли долго ждать назначений. Поэт связывал это с ненавистью Соколлу Мехмеда-паши и Коджи Синана-паши к Лала Мустафе-паше. Поскольку труды Мустафы Али были основой для многих последующих хроник и исследований, этот конфликт также определил трактовку образов всех его участников в османской историографии. Оздемироглу Осман-паша, сторонник Лала Мустафы-паши, изображается как великий герой, тогда как Коджа Синан-паша осуждается как один из главных разрушителей Османской империи.

### При дворе шехзаде Мурада и в Стамбуле
Мустафа Али не вернулся в Стамбул с Лала Мустафа-пашой. В декабре 1568 — январе 1569 года Али достиг Манисы, санджака шехзаде Мурада, где подарил наследнику написанную несколько лет назад книгу «Чувства и верность» («Mihr ü Vefâ»). Он также закончил книгу «Редкость воинов» («Nâdirü'l-Mehârib»), в которой возносил хвалу Селиму на трёх языках. Мурад не дал ему никакой официальной должности, но, видимо, одарил и привечал, поскольку весной 1569 года Мустафа Али всё ещё находился в свите принца. Мурад поручил Али написать бах-наме (учебное пособие по сексу) для его маленького сына, принца Мехмеда. Несмотря на то, что Мехмеду было всего два года и такое пособие ещё не было актуально, но Али написал «Rahat un-nufus» — перестроенный и аннотированный перевод арабского трактата. Вероятно, заказчик оказался доволен трудом Али. Во всяком случае, в сентябре 1569 года поэт прибыл в Стамбул с рекомендательным письмом Мурада. К этому времени Лала Мустафа-паша, использовав свои связи и привязанность к себе Селима, был оправдан, получил прощение и ранг шестого визиря. По неясной причине Али не смог найти влиятельного придворного, чтобы представить своё рекомендательное письмо султану или Соколлу Мехмеду-паше, — либо в это время отношения Али с его бывшим покровителем, Лала Мустафой, были напряжёнными, либо позиция Лала Мустафы ещё не была достаточно безопасной.
Али вернулся в круг столичных интеллектуалов, в котором вращался до отъезда в Малую Азию. Он начал посещать салон Шемси Ахмеда-паши — поэта, родственника Селима и его музахиба (компаньона). Вместе с Шемси Ахмедом Али был свидетелем страшного пожара в еврейском квартале Стамбула в конце сентября 1569 года. Пламя бушевало в течение недели и уничтожило тысячи домов. Али использовал огонь как оригинальную тему и написал «Книгу пламени» («Harik-name») в виде письма к Кыналызаде, который тогда был кади Эдирне. В добавлении Али возносил хвалу Соколлу Мехмеду-паше за его умелое управление в период кризиса. Однако это не помогло Али получить должность, и зиму 1569—1570 года он провёл в Стамбуле, не имея назначения. В это время он сблизился с влиятельным и богатым Бали-эфенди, шейхом тариката халватия. Бали-эфенди поддерживал Али материально. Тогда же последний сблизился и с другим шейхом халватии, Нуриддинзаде Муслихиддином, который соперничал с Бали-эфенди. В этом соперничестве Али (не без колебаний) принял сторону Муслихиддина, бывшего наставником Соколлу. Именно этот выбор поспособствовал получению Мустафой Али назначения на новую должность. Али, возвеличивая великого визиря, описал осаду Сигетвара и сопутствующие события (сокрытие смерти Сулеймана, вызов Селима, джулюс Селима в Белграде) в книге «Семь сцен», а шейх Муслихиддин вместе с письмом Мурада передал «Семь сцен» Соколлу.

### На службе у Ферхада-паши
В 1570 году Мустафа Али был отправлен секретарём в Килис к санджакбею Ферхаду-бею, ещё одному родственнику Соколлу. Впоследствии Али оценивал это назначение как ссылку и выражал обиду за удаление из столицы. По его мнению, великий визирь либо мстил ему за преданность Лала Мустафе-паше, либо был не в состоянии оценить литературный дар Али. Однако Соколлу лишь удовлетворил просьбу, высказанную Мурадом в рекомендательном письме: дать Али зеамет. Получение такого крупного поместья было доступно лишь в провинциях.
Когда в 1574 году Ферхад-бей стал бейлербеем Боснии, он, будучи, вероятно, доволен службой Али, забрал его с собой. Али вёл официальную переписку Ферхада-бея. Несмотря на жёсткие характеристики, который впоследствии в своих трудах он давал своему начальнику, их отношения, видимо, были достаточно хорошими.
В Боснии Али прослужил до 1577 года. Ни в одной из своих работ Али не описывает годы службы с Ферхадом-беем. В течение своего пребывания в Боснии Али искал возможность уехать. Известно его письмо Лала Мустафе-паше, бывшему тогда в Кипрской экспедиции. Али писал о том, что их отношения пострадали из-за клеветы и зависти других приближённых Мустафы-паши. Далее поэт просил о дефтере Кобаса в Боснии. Как подношение Али отправил бывшему патрону трактат о суфизме и посулил прислать трёх высоких красивых пажей (ичогланов) из Боснии. Али послал касыду паше Буды, родственнику Соколлу, обращался к Феридуну Ахмету, секретарю дивана и личному секретарю Соколлу. Али писал и самому Соколлу с просьбой дать ему освободившийся зеамет, указывая, что он верно служит кузену Соколлу, Ферхаду-бею.
В самом начале службы в Боснии Али посетил Ашик-паша-заде, который служил кади Скопье. Али бывал в Зворнике у Ташлыджалы Яхьи, ещё одного известного поэта того времени. Знания Али произвели большое впечатление на Яхью, который не получил образования в классическом медресе. Через год после их встречи Яхья отправил к Али своего сына Адема-челеби с проектом введения к новой редакции своего дивана. Он просил Али проверить текст на наличие ошибок, особенно в арабских конструкциях. Ещё одним поэтом, с которым Али поддерживал отношения в Боснии, был Сани, религиозный ученый, проживавший в Сараево. Они обменивались стихами и писали назире (ответы, параллели) к стихам друг друга.

### Жизнь в годы правления Мурада

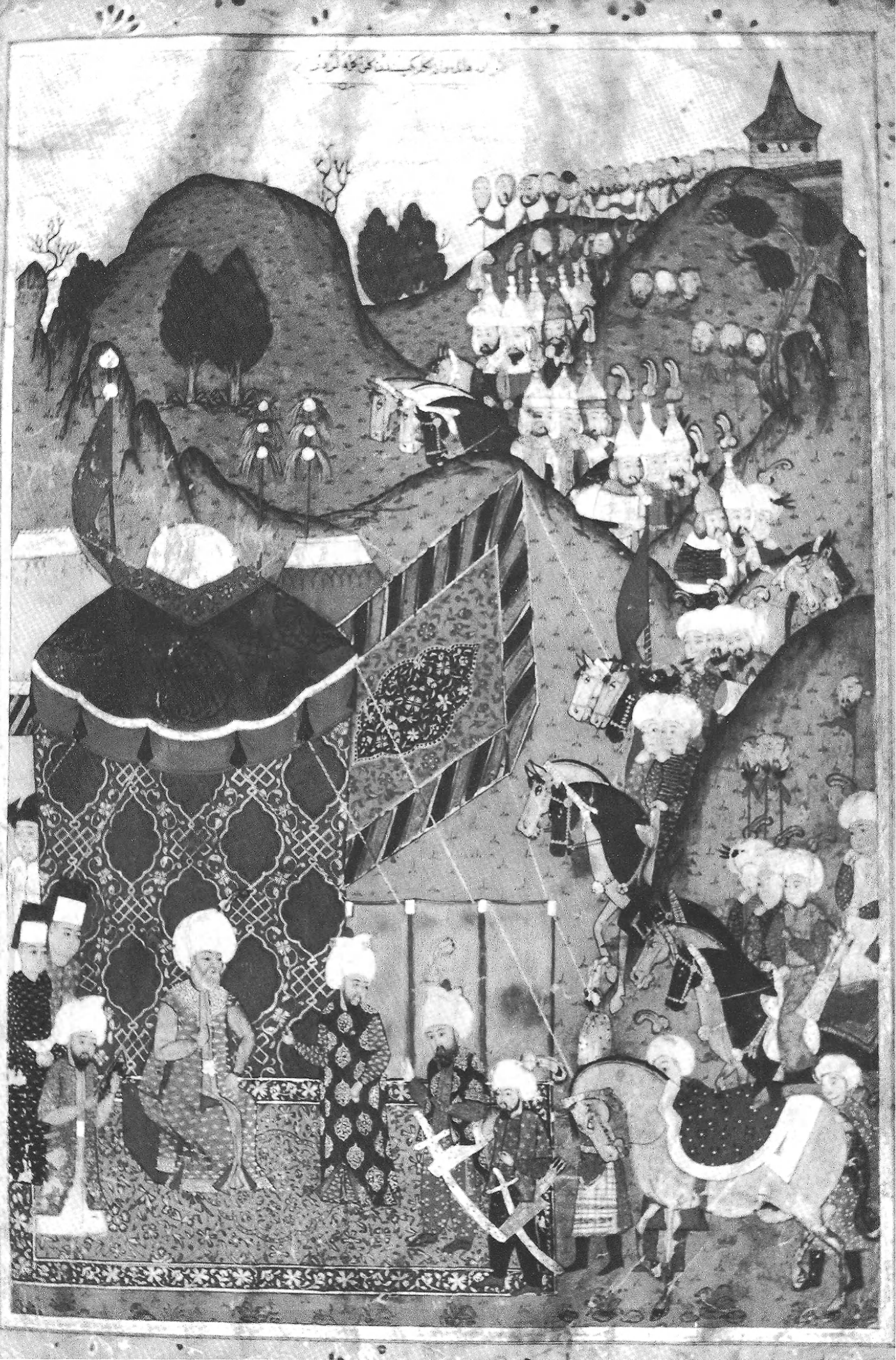
В Ардагане Лала Мустафа-паша получает письмо, заключённых кызылбашей и кызылбашские головы от Хусрева-паши, бейлербея Вана. Али с книгой в руках изображён по правую руку от Мустафы-паши.
Нусрет-наме, TSM, H 1365 fol. 62b

После смерти Селима в 1574 году и восшествия на престол Мурада Али воспрял духом в надежде перебраться в столицу. Он сочинил много новых касыд с поздравлением Мурада и даже обращённых к сыну Мурада, принцу Мехмеду. Во вступлении к дивану он, обращаясь к Мураду, просит признать его дар и не забыть в провинции. В 1575 году Али предпринял поездку в Стамбул, которая, однако, оказалась бесплодной. Али с горечью писал о разочаровании, которое постигло его, когда он обратился за помощью к Шемси-паше, ставшему фаворитом и музахибом Мурада. Поэту было важно получить поддержку Шемси-паши, который собирал литературный салон в своём дворце. Однако Шемси-паша ответил, что он будет помогать лишь себе.
В 1578 году он нашёл покровителей в правительстве Мурада III и вернулся в Стамбул на пост секретаря своего бывшего патрона, Лала Мустафы-паши, ставшего третьим визирем. Вскоре после этого назначения поэт сопровождал Мустафу-пашу в Ширван во время османской кампании 1578—1579 годов против Сефевидов. После смерти Лала Мустафы-паши в 1580 году Али проживал в провинции. В 1581—1583 годах он был отправлен в Алеппо дефтердаром. В 1584—1585 годах он был башдефтердаром (главным дефтердаром) провинции Эрзурум, это самая крупная должность, которую он когда-либо занимал. В 1585 году Али был назначен дефтердаром Багдада, но был снят с должности даже до того, как вступил в неё.
Оставшись без поста в возрасте сорока четырёх лет, Али написал письмо в Стамбул с просьбой о разрешении выйти на пенсию или же быть назначенным на должность, которая позволила бы ему совершить паломничество в Мекку и Медину. В это время Али совершил паломничество к святым местам в Ираке и оплатил сооружение фонтана в Кербеле, на месте мученичества имама Хусейна. Али уехал из Багдада в Стамбул летом 1586 года. Он снова просил о назначении, но опять же безрезультатно.
Трудный характер Али и острое перо нажили ему много врагов как в Стамбуле, так и в провинциях. Это было основной причиной, создававшей трудности в получении должностей. Период вынужденного безделья в Стамбуле стал для Али плодотворным с точки зрения творчества. Когда в 1587 году родился новый шехзаде, Али написал и представил Мураду короткий труд, описав благоприятные астрологические знаки. В начале апреля 1587 года он закончил Деяния. К тому времени литературные труды Али заработали ему высокую репутацию среди улемов, религиозных учёных.
Тем не менее ему всё равно пришлось ждать до 1588 года, чтобы получить новый пост (дефтердара Сиваса). Лишившись в очередной раз должности в 1591 году, Али начал писать главный труд своей жизни, «Суть событий». В 1592 году Али был назначен на престижную должность регистратора дивана (defter emini). Затем, после восшествия на престол Мехмеда III (1595—1603), Али был назначен санджакбеем сначала в Амасью в 1595 году, а затем в Кайсери в 1596 году. Последней должности он вскоре лишился из-за суматохи в системе назначения. Следующие три года Али жил в Стамбуле, не имея должности и активно работая над «Сутью событий». В 1599 году он был назначен санджакбеем Дамаска, но снова лишился должности ещё до того, как принял пост. В качестве компенсации он вскоре получил назначение санджакбея Джидды. Там он и умер в 1600 году.

## Основные произведения
Известно около сорока работ Мустафы Али.

### Исторические
13 трудов Мустафы Али посвящены истории. Основные из них:
- «Суть событий» («Künhü'l-Ahbâr») — главный и самый важный труд Али. Работа над книгой была начата в 1591 году и продолжалась на протяжении шести[9] (по другим данным, восьми[37]) лет. В четырёх томах Али изложил мировую историю, включая историю Османской империи, в последнем томе подробно описаны события, свидетелем которых был поэт. Будучи его автором, Али прославился как один из самых известных османских историков[38].
- «Книга Победы» («Nusret-nâme») — иллюстрированная история Ширванской кампании, написанная в 1580 году. Позже Али посвятил её Газанферу-аге, капы-аге (главному белому евнуху) гарема. Книга является компиляцией писем, написанных во время кампании. Али заказал пять иллюстраций для текста за свой счёт (позднее издание включало больше миниатюр) и представил труд султану Мураду, вероятно, в 1583 году. Это первая светская книга в Османской империи, описывающая не деяния султана, а военную кампанию[39].
- «Fursatnâme» — книга о грузинской кампании 1580 года под началом Синана-паши, сменившего на посту сардара Лала Мустафу-пашу. Написана по заказу Синана-паши[40].
- «Редкость воителей» («Nâdirü'l-Mehârib») — история борьбы двух сыновей Сулеймана — Селима и Баязида. Книга, законченная в 1569 году, заканчивается воцарением Селима. Источником послужили сведения, полученные от Лала Мустафы-паши[41].
- «Семь сцен» («Heft-Meclis») — история осады Сигетвара и сопутствующих событий (сокрытие смерти Сулеймана, вызов Селима, джюлюс Селима в Белграде). Книга написана в 1569 году и представлена Соколлу Мехмеду-паше[42].
- «Данишменд-наме» («Mirkatü'l-Cihâd») — книга о завоевании Анатолии Данишмендом[43].
- «Избранная история» («Zübdet üt-tevarih») — перевод труда Адюддина ал-Иджи (тур. Adudüddin el-Îcî), выполненный по заказу Ферхада-паши[44].
- «История исламских государств» («Fusûli’-Hall ü-‛Akd ve Usûl-i Harc u Nakd»)[45].
- «Блеск ста драгоценных камней» («Sadef-i sad güher»)[2] — книга содержит информацию о семье и детстве Мустафы[9].

### Поэзия
- «Солнце и луна» («Mihr ü Mâh») — первый поэтический сборник Мустафы Али. Представлен Селиму[46].
- «Чувства и верность» («Mihr ü Vefâ»)[47].
- «Любопытство поклонников» («Tuhfetü'l Uşşâk») — назире[k 1] на «Восхождение светил» (Matla ul-Anwar) Хосрова Дехлеви. Месневи[k 2] о суфизме и суфийских святых, завершённое в 1562 году в Кютахье при дворе Селима[49].
- «Пристанище ищущих» («Riyâzü's-Sâlikin»)[50].
- Тюркские диваны (три)[51].
- Персидский диван[51].

### Другие
- «Советы султанам» («Nushatü's-Selâtin») — книга, начатая в 1581 году в Ване и оконченная в 1587-м. Это иллюстрированная книга о политических реформах, адресованная непосредственно султану Мураду III[52].
- «Рождение уникальных жемчужин» («Feraidü’l-vilade») — книга, написанная в 1587 году по случаю рождения сына султана, в которой Али описал благоприятные астрологические знаки[53].
- «Зеркало миров» («Mir’atü’l-avalim») — книга, написанная в 1587 году по заказу Доганджи Мухаммеда-паши и посвящённая эзотеризму, которым увлекался султан[54].
- «Деяния художников» («Menâkıb-ı Hünerverân») — книга об искусстве каллиграфии и миниатюры. Содержит также жизнеописания османских мастеров этих искусств[55].
- «Положение Каира в свете увиденных обычаев» («Hâlâtü'l-Kâhire mine’l-Âdâti’z-Zâhire») — «уникальное описание Каира 1599 года». Написано за один-два месяца в 1599/1600 году[56].
- «Câmiü'l-Buhûr der-Mecâlis-i Sûr» — книга, написанная в 1583 году. Весной 990/1582 года, когда Али был в Алеппо, ему поступил заказ от двора на составление письма с поздравлениями по случаю празднования обряда сюннет шехзаде Мехмеда. Эти торжества, которые продолжались несколько недель, были тщательно организованы. Несмотря на то, что Али не присутствовал в Стамбуле, он собрал описания очевидцев и написал очень подробный отчёт. В 1585—1586 годах, через три года после написания, Али подготовил презентационную копию текста. В ней оставлено девять пустых страниц для иллюстраций. Однако по неизвестным причинам эти девять миниатюр никогда не были выполнены. Несмотря на это, текст важен, поскольку отмечает начало новой традиции — сюрнаме, описание отдельных торжественных событий в семье султана[57].

## Оценка
Мустафу Али называют самым известным османским историком XVI века. «Деяния художников» («Menâkıb-ı Hünerverân») Мустафы Али являются первым в истории османов трактатом об истории культуры, а «Суть событий» («Künhü'l-Ahbâr») — это наиболее полный источник по истории Османской империи XVI века.
Одно из первых стихотворений Мустафы, написанное под псевдонимом Чешми, — газель, хранящаяся в Национальной библиотеке Анкары. По мнению профессора Аксояка, специалиста по творчеству Мустафы Али, изменение псевдонима было ключевым моментом в творчестве Мустафы. Для такого человека, каким был Мустафа (гордого и неуживчивого), Чешми было слишком романтично. Имя Али лучше отражало характер поэта.
Али писал стихи до конца жизни. Время от времени он собирал написанное и давал каждому стихотворению название, а затем собирал в диваны. Всего известно четыре дивана Али, относящихся к различным периодам жизни поэта. Первый диван Али был исследован Аксояком. В этом диване встречаются почти все известные в то время стихотворные формы. Помимо газелей, встречающихся во всех диванах, этот диван содержит формы, а также темы, не обнаруженные в других диванах. Использование 24 стихотворных метров — особенность поэзии Али.

## Комментарии
1. ↑  Назире — ответ на произведение другого автора. При написании назире автор заимствует у своего предшественника сюжет и главных персонажей.
2. ↑  Месневи — дидактическое эпическая поэма, написанная рифмующимися двустишиями[48].